# Incidente de Kweilin

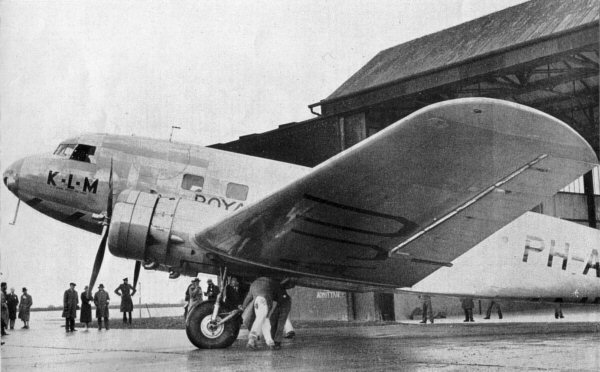
Um avião de passageiros DC-2 semelhante ao Kweilin

O incidente de Kweilin ocorreu em 24 de agosto de 1938, quando um avião Douglas DC-2 chamado Kweilin transportando 18 passageiros e tripulantes foi abatido por aeronaves japonesas na China. Houve quatorze mortes. Foi o primeiro avião civil da história a ser abatido por aeronaves hostis. O piloto era norte-americano e a tripulação e os passageiros chineses. Como não havia precedentes para uma aeronave civil ser atacada, houve indignação diplomática internacional sobre o incidente. Nos Estados Unidos, ajudou a solidificar a visão de que o Japão estava moralmente errado em sua guerra contra a China, mas o incidente não foi suficiente para estimular os Estados Unidos a entrar em ação contra o Japão, apesar das súplicas chinesas. O Kweilin foi reconstruído, renomeado como Chungking e destruído pelos japoneses em um segundo ataque dois anos depois.